# Dziwna wojna

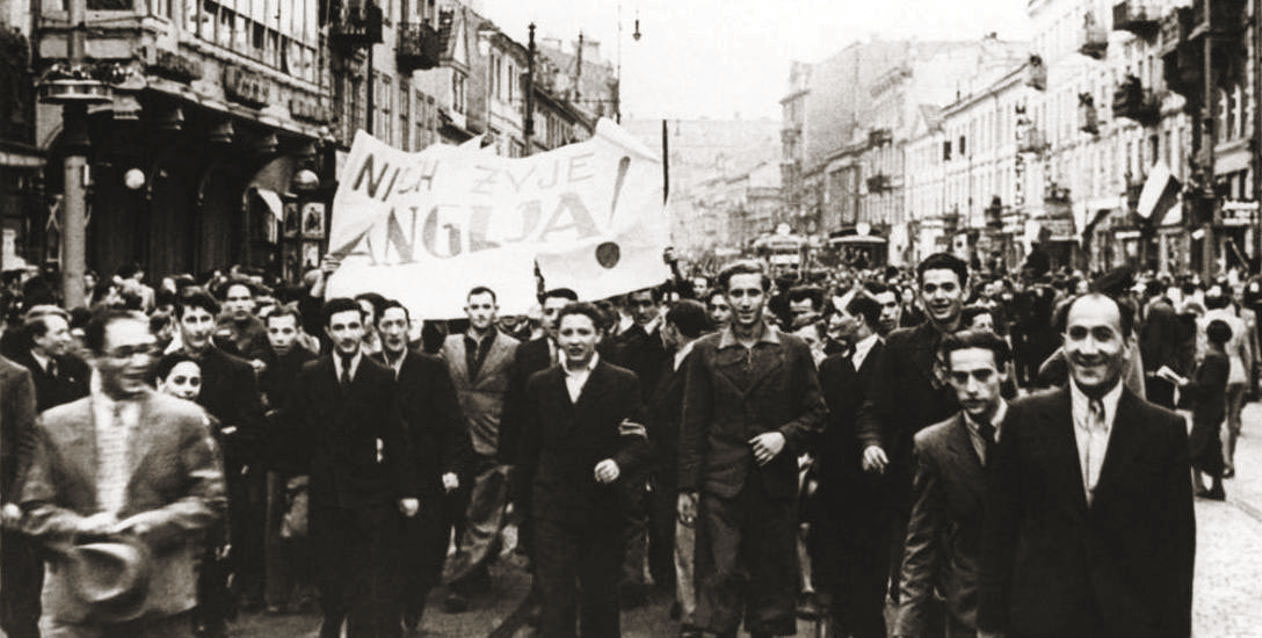
Manifestacja pod ambasadą brytyjską w Warszawie po informacji o wypowiedzeniu wojny Niemcom przez Wielką Brytanię

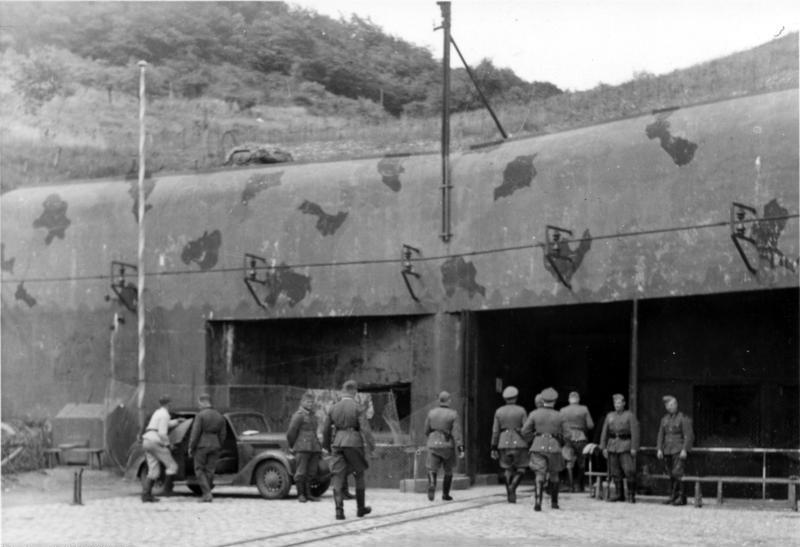
Fortyfikacje Linii Maginota wizytowane przez oficerów niemieckich po upadku Francji w 1940

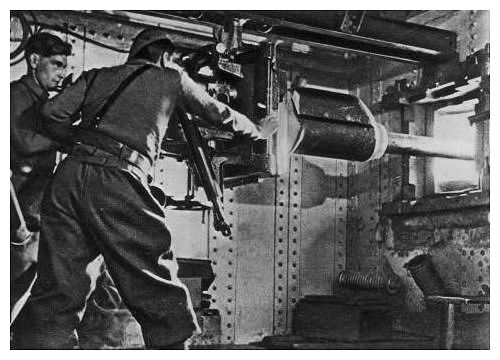
Żołnierze francuscy w fortyfikacjach Linii Maginota

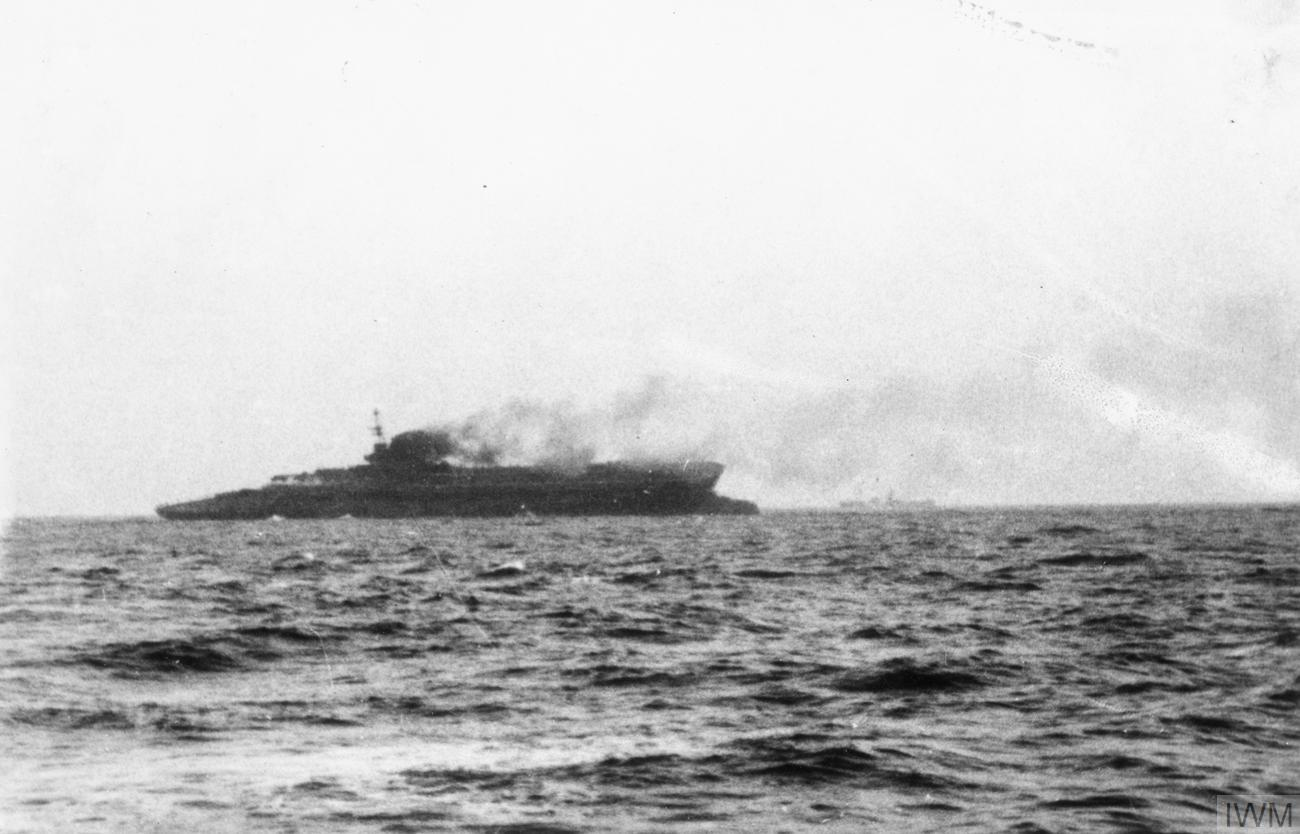
Lotniskowiec Royal Navy HMS „Courageous” tonący 17 września 1939 po ataku torpedowym U-29

Dziwna wojna (fr. drôle de guerre, ang. Phoney War – dosł. udawana wojna, niem. Sitzkrieg – dosł. wojna na siedząco) – kolokwialna definicja sytuacji, jaka miała miejsce w pierwszym okresie II wojny światowej na froncie zachodnim po formalnym wypowiedzeniu przez Francję i Wielką Brytanię 3 września 1939 roku wojny III Rzeszy, szczególnie po zaprzestaniu faktycznych działań wojennych na lądzie (tzw. ofensywa w Saarze) w okresie od października 1939 r. do kampanii francuskiej w maju 1940 roku.

## Geneza i podłoże
Podłoże wydarzeń stanowiła decyzja podjęta 12 września 1939 przez Najwyższą Radę Wojenną francusko-brytyjską w Abbeville, o niepodejmowaniu generalnej ofensywy lądowej na froncie zachodnim i działań powietrznych RAF nad Niemcami.

## Przebieg
Do końca działań wojennych w Polsce III Rzesza nie była w stanie przerzucić z frontu polskiego na zachód żadnych jednostek bojowych (z wyjątkiem jednej dywizji górskiej). Według niektórych opinii, był to jedyny okres, gdy alianci na froncie zachodnim, dzięki obronie Wojska Polskiego posiadali przewagę liczebną i strategiczną nad Wehrmachtem, poza lotnictwem, gdyż Niemcy pozostawili na froncie zachodnim dla celów obronnych dwie z czterech Luftflotten (Luftflotte 2. i Luftflotte 3). Okres ten został całkowicie niewykorzystany, co było podstawową przyczyną klęski wojsk francusko-brytyjskich w roku 1940, gdy III Rzesza mogła skupić wszystkie swoje siły wojskowe na jednym froncie – nie uzyskując mimo to ani przewagi liczebnej, ani materiałowej (z wyjątkiem lotnictwa) nad armiami francuską, brytyjską, belgijską i holenderską.
Okres ów zyskał różne nazwy w wielu językach:
po francusku la Drôle de Guerre, po angielsku phony/phoney war, czyli udawana wojna, po niemiecku Sitzkrieg, czyli wojna na siedząco jako przeciwieństwo i nawiązanie do Blitzkrieg – wojny błyskawicznej, Brytyjczycy nazywali ją jeszcze czasem Bore War, czyli nudną wojną, co było żartobliwym nawiązaniem (grą słów) do wojen burskich (ang. Boer Wars).
Działania lądowe Francuzów ograniczały się do nielicznych patroli na przedpolu niemieckiej Linii Zygfryda. Niemcy z kolei zajmowali stanowiska na Linii Zygfryda, przygotowując wojska do dalszych działań ofensywnych po podbiciu Polski.
Jednocześnie Francuska Partia Komunistyczna po zawarciu paktu Ribbentrop-Mołotow rozpoczęła kampanię antywojenną, posuwając się do wzywania żołnierzy francuskich do dezercji. Sekretarz generalny Francuskiej Partii Komunistycznej Maurice Thorez, powołany do wojska zdezerterował, uciekł do ZSRR i został przez sąd wojenny Francji skazany na śmierć za dezercję. Konsekwencją działań FPK była oficjalna delegalizacja francuskiej partii komunistycznej jeszcze we wrześniu 1939 jako ugrupowania antypaństwowego.
W tym okresie przybyły do Francji siły lądowe Brytyjskiego Korpusu Ekspedycyjnego. Dochodziło też do walk na morzu (bitwa u ujścia La Platy, niemiecki atak podwodny na bazę Scapa Flow). 10 września 1939 Kanada wypowiedziała wojnę Niemcom.

## Działania w powietrzu
W chwili wybuchu wojny, na zachodzie Niemcy pozostawili dwie z czterech flot powietrznych Luftwaffe: Luftflotte 2 i 3, osłaniające odpowiednio rejon Morza Północnego i granicę niemiecko-francuską, a także lotnictwo morskie. Dysponowały one łącznie 600 myśliwcami jednosilnikowymi (56,5% posiadanych), w większości Messerschmitt Bf 109 w 15 dywizjonach (Gruppe), a tylko dwie eskadry latały na 33 przestarzałych Arado Ar 68. Lotnictwo bombowe miało 274 dwusilnikowe nowoczesne bombowce (30,5% posiadanych), w tym siedem dywizjonów He 111 i eskadrę Ju 88. Ponadto Niemcy na zachodzie mieli 136 samolotów dalekiego rozpoznania, 95 bliskiego rozpoznania i 133 wodnosamoloty. Lotnictwo francuskie posiadało 439 jednosilnikowych i 68 dwusilnikowych myśliwców w 22 dywizjonach (Grouppe). Nowoczesne myśliwce Morane-Saulnier MS.406 były na wyposażeniu 12 dywizjonów (etatowo 312 samolotów), a amerykańskie Curtisss H-75 w dwóch dywizjonach i dalszych w toku przezbrajania. Pozostałe myśliwce, zwłaszcza eskadr obrony kraju, były przestarzałych typów. Lotnictwo bombowe miało ok. 359 dwusilnikowych bombowców w 33 dywizjonach, w zdecydowanej większości przestarzałych (jak Amiot 143, MB.200, MB.210). Lotnictwo rozpoznawcze dalekiego zasięgu miało 163 samoloty, bliskiego zasięgu i obserwacyjne – ponad 345 samolotów, a morskie – 330 samolotów. Lotnictwo brytyjskie Royal Air Force miało 40 dywizjonów myśliwskich (549 samolotów), w tym 29 wyposażonych w nowoczesne Hurricane i Spitfire, ale większość była pozostawiona do obrony Wysp Brytyjskich i do Francji skierowano cztery dywizjony Hurricane. Lotnictwo bombowe w dywizjonach operacyjnych miało 480 bombowców różnych typów, z tego 160 jednosilnikowych Battle dziesięciu dywizjonów już 2 września przerzucono do Francji. 
We wrześniu 1939 roku toczyły się najintensywniejsze działania lotnicze tego okresu. 4 września lotnictwo brytyjskie przeprowadziło pierwszy dzienny nalot bombowy 36 samolotów na bazę marynarki Wilhelmshaven, ale poniosło dotkliwe straty przy braku większych efektów (uszkodzono lekko krążownik „Emden”). Działania lotnictwa bombowego nad miastami niemieckimi ograniczone były jednak w tym okresie do zrzucania ulotek propagandowych. Działania bombowe na niewielką skalę prowadziło lotnictwo francuskie, bombardując przygraniczne fabryki. Intensywniejsze działania z obu stron prowadziło lotnictwo rozpoznawcze, na froncie zachodnim i nad Morzem Północnym, podczas których dochodziło do walk powietrznych. Niemieckie i brytyjskie lotnictwo atakowało też okręty strony przeciwnej na morzu (m.in. 26 września Niemcy zbombardowali nieskutecznie krążownik liniowy „Hood”, a 28 września Brytyjczycy stracili pięć bombowców Hampden atakujących niszczyciele). We wrześniu 1939 roku Niemcy stracili z wszystkich przyczyn na froncie zachodnim 56 samolotów, w tym 17 w walkach powietrznych, Francuzi 58 samolotów, w tym 33 w walkach powietrznych, a Brytyjczycy stracili w samych walkach powietrznych i od artylerii przeciwlotniczej 29 samolotów. Utracono ogółem we wrześniu 39 brytyjskich bombowców.

## Działania polityczne
W późniejszych dniach miały miejsce kolejne konferencje Najwyższej Rady Wojennej. 22 września w brytyjskim Hove miała miejsce druga konferencja, w której również podjęto decyzję o rozładowaniu wojsk alianckich w rejonie Grecji i Turcji, lecz działania ostatecznie nie zostały podjęte. Następne konferencje miały miejsce 17 listopada i 19 grudnia 1939 w Paryżu. W ich trakcie był brany pod uwagę brytyjski pomysł bombardowania zagłębia Ruhry, któremu jednak sprzeciwili się Francuzi, gdyż bali się odwetu Luftwaffe. Następna konferencja odbyła się 5 lutego 1940 w Paryżu, w jej trakcie Francuzi zaproponowali rozlokowanie wojsk w Petsamo w celu pomocy walczącej z ZSRR Finlandii, pomysłowi sprzeciwili się Brytyjczycy. Podjęto decyzję o rozlokowaniu wojsk w Narviku, lecz z uwagi na pokój Finlandii i ZSRR działania nie zostały podjęte. Podczas konferencji w Londynie 28 marca 1940 Brytyjczycy sprzeciwili się francuskiemu pomysłowi bombardowania radzieckich pól naftowych na Kaukazie w celu osłabienia niemieckich i sowieckich wojsk, lecz podjęta została decyzja o operacji Royal Marine, której celem było zaminowanie Renu. Operacja ta też była celem konferencji z 5 kwietnia, lecz wskutek ataku Niemiec na Norwegię 9 kwietnia 1940 działania nie zostały podjęte. 22 i 23 kwietnia 1940 w Paryżu podjęto decyzję o rozlokowaniu wojsk w Norwegii. Po ataku Niemiec na Francję miały miejsce następujące konferencje: 15 maja 1940 w Paryżu, 11 czerwca 1940 w Briare i 15 czerwca 1940 w Tours.
Okres dziwnej wojny Wehrmacht wykorzystał do przygotowania ofensywy na Zachodzie. Parokrotnie przekładana ofensywa rozpoczęła się 10 maja 1940, kiedy to Niemcy zaatakowali Holandię, Belgię i Luksemburg i w kilka dni obeszli umocnienia francuskie. Ofensywa prowadzona była zgodnie z planem Mansteina, przygotowanym jesienią 1939 i przeforsowanym przez Hitlera wbrew stanowisku Oberkommando der Wehrmacht.

## Kontrowersje
W środowisku historycznym nie ma konsensusu co do kwestii potencjalnej zdrady ze strony sojuszników Polski. Przedstawiciele stronnictwa przeciwnego tezie o zdradzie zwracają uwagę, że wojna obronna Polski znacznie odbiegała od pierwotnych planów i założeń, opracowywanych przed 1 września 1939 roku. Zgodnie z przedwojennym raportem generała Tadeusza Kutrzeby i podpułkownika Stefana Mossora Polska miała samodzielnie się bronić przez pierwsze 6 do 8 tygodni.
Decyzja o niepodejmowaniu aktywnych działań wedle części historyków i publicystów była złamaniem zobowiązań wynikających z umów sojuszniczych – konwencji wojskowej do sojuszu polsko-francuskiego (zobowiązującej sojusznika do ofensywy w ciągu piętnastu dni od ogłoszenia mobilizacji) i układu polsko-brytyjskiego z 25 sierpnia 1939 roku. Zdaniem m.in. Leszka Moczulskiego była to klasyczna felonia – zdrada sojusznika na polu bitwy. Ambasadorowie Rzeczypospolitej, w Wielkiej Brytanii – Edward Bernard Raczyński i we Francji – Juliusz Łukasiewicz, bezskutecznie próbowali wyegzekwować we wrześniu 1939 wywiązanie się krajów sojuszniczych z zobowiązań zaciągniętych wobec Polski.
Generał Louis Faury, który został mianowany szefem francuskiej misji wojskowej w Polsce i przybył do Polski w końcu sierpnia 1939, opisał później swą rozmowę z generałami Gamelinem i Georges’em, która odbyła się 22 sierpnia 1939, a więc jeszcze przed zawarciem paktu Ribbentrop-Mołotow.
Stanowisko Francji podczas tzw. "Dziwnej wojny" następująco scharakteryzował wojskowy francuski, gen. Faury:.

Poruszam następnie kwestię, która nie dawała mi spokoju… Jeśli Polska stanie się przedmiotem agresji, to jedynie ofensywa wojsk francuskich będzie w stanie zmusić Niemców do zelżenia ich duszącego uścisku. W jakim terminie rozpocznie się ta ofensywa? Milczenie. Następnie gen. Georges daje do zrozumienia, że armia francuska nie jest zdolna do podjęcia ofensywy i że nie ma możliwości określenia terminu, w którym będzie ona gotowa do działania na wielką skalę. Do tego czasu mogą wchodzić w rachubę jedynie defensywne lub ograniczone działania zaczepne. Gdy nie mogę ukryć mego rozczarowania, gen. Gamelin dorzuca po prostu tych kilka słów: „Trzeba aby Polska trwała”

Bezczynność sojuszników Polski skomentował prawnik, historyk, politolog i dyplomata, profesor nauk politycznych Jan Karski w następujący sposób:

Bezczynność zachodnich sojuszników podczas kampanii wrześniowej zaskoczyła Polaków i stała się później przedmiotem kontrowersji i wzajemnych oskarżeń. Z chwilą gdy wojna się skończyła, stało się oczywiste, że wstępna francusko-brytyjska strategia wojenna została źle zaplanowana. Przy zaangażowaniu głównych sił niemieckich w Polsce, Francja i Wielka Brytania miały ogromną przewagę nad tymi wojskami, które Hitler pozostawił na froncie zachodnim. (…) ponieważ większość niemieckich dywizji walczyła w Polsce, armia francuska miała kolosalną przewagę liczebną. Marszałek polny Wilhelm Keitel i generał Alfred Jodl autorytatywnie oświadczyli na procesie norymberskim, że Wehrmacht odnoszący takie sukcesy w osobnych kampaniach przeciwko Polsce, a później przeciwko Francji mógłby nie sprostać wojnie na dwa fronty w roku 1939. Według świadectwa Jodla: „Do roku 1939 byliśmy oczywiście w stanie sami rozbić Polskę. Ale nigdy – ani w roku 1938, ani w 1939 – nie zdołalibyśmy naprawdę sprostać skoncentrowanemu wspólnemu atakowi tych państw [Wielkiej Brytanii, Francji, Polski]. I jeśli nie doznaliśmy klęski już w roku 1939, należy to przypisać jedynie faktowi, że podczas kampanii polskiej około 110 dywizji francuskich i brytyjskich pozostało kompletnie biernych wobec 23 dywizji niemieckich”. Keitel poświadczył, że dowództwo niemieckie widziało w brytyjskiej i francuskiej bierności militarnej podczas kampanii polskiej wskazówkę, że Wielka Brytania i Francja pogodziły się z podbojem Polski przez nazistów i nie mają poważnego zamiaru udzielenia Polsce pomocy.

W kategoryczny sposób ocenił zachowanie zachodnich sojuszników Polski brytyjski historyk i pisarz, profesor historii współczesnej Ian Kershaw:

Z wojskowego punktu widzenia zachodnie mocarstwa nie uczyniły absolutnie nic dla ratowania Polski

Podobne stanowisko zajmowali w tej kwestii marszałek Alphonse Juin oraz cytujący go polski historyk, profesor Paweł Wieczorkiewicz:

Przyczyną faktycznego porzucenia Polski była zarówno ostrożna, defensywna  strategia gen. Gamelina, jak też niezachwiane przekonanie o rychłym wystąpieniu Sowietów. Brało się stąd, że przywódcy alianccy dysponowali zarówno dokładnymi danymi o treści moskiewskich rozmów Ribbentropa, jak też o tekście sierpniowego paktu, które zresztą zataili przed Polakami, w obawie przed ich przedwczesną kapitulacją. Surową, pełną pasji i goryczy, acz kompetentną ocenę bezczynności Francji dał jej przyszły marszałek i najwybitniejszy dowódca w okresie II wojny światowej Alphonse Juin: >>Dlaczego nie zaatakowaliśmy natychmiast na naszym froncie, gdy wojska niemieckie rzuciły się na Polskę? [...] Wszystkie niemieckie dywizje pancerne, z wyjątkiem jednej, były zajęte w Polsce. Niemcy nie mieli prawie żadnych sił przeciw nam. Był to moment do rzucenia sił do ofensywy, złamania ich linii Zygfryda, która była tylko bluffem<<
Opinia ta znajduje potwierdzenie w faktach. [...] Najkrótszą ocenę zaistniałej wówczas sytuacji dał sam Hitler, stwierdzając, że natarcie Aliantów spowodowałoby klęskę Niemiec.

Na założeniu ofensywy sojuszniczej w piętnastym dniu od mobilizacji francuskiej oparte były plan obrony „Z” i strategia obrony terytorium Polski Edwarda Rydza-Śmigłego. Zdaniem niektórych historyków, brak interwencji militarnej Brytyjczyków i Francuzów umożliwił siłom niemieckim i (od 17 września 1939 roku) sowieckim pokonanie wojsk polskich i rozbiór państwa polskiego.
Łukasz Męczykowski, specjalizujący się w historii najnowszej powszechnej, zauważa, że kiedy Brytyjczycy i Francuzi spotkali się 12 września 1939 roku na konferencji w Abbeville w celu podjęcia decyzji odnośnie szturmu na Linię Zygfryda sytuacja na froncie w żaden sposób nie odzwierciedlała tego, co strona polska im wcześniej prezentowała - siły niemieckie znajdowały się już pod Lwowem, zamykając tym samym pozostałe polskie dywizje w szczypce, zajęte zostały Centralny Okręg Przemysłowy i większość polskojęzycznych terytoriów. Zajęcie przez Niemcy obszarów, nazwanych w raporcie Kutrzeby i Mossora „tułowiem strategicznym Polski”, sprawiło, że z wojskowego punktu widzenia Polska już była nie do odratowania. Nadziei nie dodawała również ocena sytuacji wojskowej z 9 września, przygotowana przez pułkownika Józefa Jaklicza dla Brytyjczyków. Pułkownik stwierdzał w niej, że już jest za późno na reakcję i armia polska zmierza ku swojej własnej zagładzie. W obliczu powyższych faktów sojusznicy stwierdzili, że planowana ofensywa nie uchroni Polski przed rychłym upadkiem, a tylko przyniesie niepotrzebne straty i w zamian lepiej będzie przełożyć ofensywę na korzystniejszy czas, gdy obydwa kraje dokonają pełnej mobilizacji i koncentracji swoich sił.
Dodać należy, iż przeciwnicy tezy o zdradzie podkreślają także, że Linia Zygfryda, wbrew obiegowej opinii oraz norymberskim zeznaniom Alfreda Jodla, wcale nie była wymysłem propagandowym niestanowiącym większego problemu dla sił sojuszniczych, a jak najbardziej realnym systemem umocnień z przygotowanymi 22 tysiącami stanowisk ogniowych oraz schronów osłanianych przez pola minowe i „zęby smoka”, a do tego dochodziły stanowiska polowe. Wszystko to było obsługiwane przez 45 dywizji Grupy Armii C.